# Illa de Vanier
L'illa de Vanier (en anglès Île Vanier) és una de les illes àrtiques que conformen l'arxipèlag de la Reina Elisabet, pertanyent al territori de Nunavut, al nord del Canadà.

## Geografia
L'illa de Vanier és una de les quatre illes que es troben a l'extrem nord-oest de l'illa de Bathurst, junt a l'illa Alexander, l'illa Massey i l'illa Cameron, i que semblen una prolongació, en forma de península de l'illa de Bathurst. Fins al 1947 no es va poder determinar que en realitat eren quatre illes separades per estrets canals.
Es troba al sud de l'illa Cameron, de la qual la separa l'estret Arnott i al nord de l'illa Massey i la petita illa Pauline, de les quals les separa l'estret de Pearse. La seva superfície és de 1.126 km² i l'alçada màxima és d'uns 250 metres a l'Adam Range, que forma part de la Serralada Àrtica.

## Història
El primer a veure aquestes terres fou Robert D. Aldrich, el 1851. El nom de l'illa és en honor del governador general del Canadà, entre 1959 i 1967, Georges Vanier.